# Katee Sackhoff
Kathryn Ann Sackhoff, detta Katee (Portland, 8 aprile 1980), è un'attrice e doppiatrice statunitense.
È nota soprattutto per l'interpretazione del capitano Kara Thrace nel media franchise di Battlestar Galactica, ruolo per il quale ha vinto il Saturn Award nel 2006 come migliore attrice televisiva non protagonista, e per il ruolo del vice-sceriffo nella serie televisiva Longmire. Ha inoltre impersonato Bo-Katan Kryze nell'universo di Star Wars, prima come doppiatrice nelle serie animate Star Wars: The Clone Wars e Star Wars Rebels e poi in live action nella serie The Mandalorian.

## Biografia
Nata a Portland e cresciuta a St. Helens, in Oregon, Sackhoff ha frequentato la Sunset High School di Beaverton. Fin da giovane perseguì l'obiettivo di diventare una nuotatrice professionista, ma dovette smettere questo sport in seguito a un incidente al ginocchio: di conseguenza iniziò a dedicarsi allo yoga e alla recitazione.
Durante la scuola recitò in alcune produzioni scolastiche e nel film Fifteen and Pregnant; Kirsten Dunst, che era protagonista di quest'ultima pellicola, convinse Sackhoff a trasferirsi a Hollywood per proseguire questa carriera. Il primo ruolo di rilievo fu quello di Annie nella serie televisiva prodotta da MTV Undressed partecipando a 4 episodi nel ruolo di Annie, seguito da quello di Nell Bickford in The Education of Max Bickford di cui era protagonista. In seguito ottenne alcune parti in film per il grande schermo, debuttando con My First Mister e poi interpretando Jen Danzig in Halloween - La resurrezione.
Nel 2003 ottenne il suo ruolo di maggior successo in Battlestar Galactica, interpretando uno dei personaggi-chiave del franchise, il capitano Kara Thrace, personaggio che interpreta fino al 2009. I produttori Ronald D. Moore e David Eick hanno più volte affermato che il ruolo di Kara è stato fortemente influenzato dalla forte personalità della Sackhoff; persino i suoi tre tatuaggi, l'anello che porta al pollice sinistro, e la sua decisione di smettere di fumare (a cavallo fra la seconda e terza stagione della serie) sono stati inclusi nella caratterizzazione del personaggio (sebbene uno dei tatuaggi, che rappresentava una croce, sia stato prima nascosto e poi modificato per coerenza narrativa, essendo il cristianesimo sconosciuto nell'universo di Battlestar Galactica). Per l'interpretazione di Kara, Sackhoff ha vinto il Saturn Award come migliore attrice televisiva non protagonista nel 2005, e ha ricevuto altre due candidature nel 2003 e nel 2006.
Dopo Battlestar Galactica Sackhoff ha interpretato altri ruoli, soprattutto in produzioni di genere fantascientifico e fantastico. Nel 2007 interpreta Sarah Corvus in 5 episodi di Bionic Woman, ed è protagonista dei film per la televisione The Last Sentinel e Battlestar Galactica: Razor. Nel 2008 interpreta invece al cinema l'horror White Noise: The Light. È inoltre apparsa come guest star in produzioni come Cold Case - Delitti irrisolti, ER, Law & Order, Robot Chicken, CSI e The Big Bang Theory. Verso la fine delle riprese dell'ultima stagione di Battlestar Galactica, le è diagnosticato un cancro alla tiroide, rimosso chirurgicamente con successo.
Nel 2009 recita in 4 episodi nella serie Nip/Tuck, mentre l'anno successivo è nel cast principale dell'ottava stagione della serie 24 interpretando Dana Walsh. In questo decennio ha inoltre prestato la sua voce a molti videogiochi, tra cui Spider-Man e Batman. Dal 2012 al 2017 è tra i protagonisti della serie Longmire nei panni della vice sceriffo Victoria Moretti.
Dal 2012 presta la propria voce al personaggio mandaloriano di Bo-Katan Kryze nella serie animata Star Wars: The Clone Wars, ruolo che riprenderà successivamente come doppiatrice nella serie animata Star Wars Rebels; successivamente viene scelta per impersonarla nella seconda stagione della serie The Mandalorian. Dal 2019 è inoltre protagonista della serie Another Life.

## Filmografia

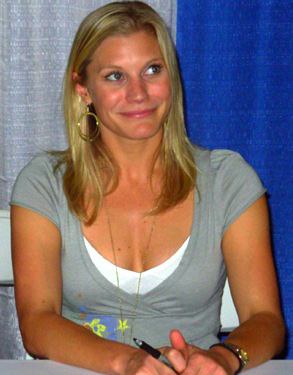
Katee Sackhoff nel 2008 al Wizard World di Filadelfia

### Attrice

#### Cinema
- My First Mister, regia di Christine Lahti (2001)
- Halloween - La resurrezione (Halloween: Resurrection), regia di Rick Rosenthal (2002)
- White Noise: The Light, regia di Patrick Lussier (2007)
- The Last Sentinel, regia di Jesse V. Johnson (2007)
- Campus Killer, regia di John Stimpson (2012)
- The Haunting in Connecticut 2: Ghosts of Georgia, regia di Tom Elkins (2013)
- Sexy Evil Genius, regia di Shawn Piller (2013)
- Riddick, regia di David Twohy (2013)
- Oculus - Il riflesso del male (Oculus), regia di Mike Flanagan (2014)
- Non bussate a quella porta (Don't Knock Twice) regia di Caradog W. James (2016)
- Girl Flu., regia di Dorie Barton (2016)
- 2036 Origin Unknown, regia di Hasraf Dulull (2018)

#### Televisione
- Quindici anni e incinta (Fifteen and Pregnant), regia di Sam Pillsbury – film TV (1998)
- Locust Valley, regia di Peter Lauer – film TV (1999)
- Zoe, Duncan, Jack & Jane – serie TV, episodio 1x05 (1999)
- Chicken Soup for the Soul – serie TV, 1 episodio (1999)
- Hefner: Unauthorized, regia di Peter Werner – film TV (1999)
- Undressed – serie TV, 4 episodi (2000)
- The Fearing Mind – serie TV, 13 episodi (2000-2001)
- The Education of Max Bickford – serie TV, 22 episodi (2001-2002)
- E.R. - Medici in prima linea (ER) – serie TV, episodio 9x05 (2002)
- Battlestar Galactica, regia di Michael Rymer – miniserie TV, puntate 1-2 (2003) – Kara Thrace
- Boomtown – serie TV, episodio 2x06 (2003)
- Cold Case - Delitti irrisolti (Cold Case) – serie TV, episodio 1x16 (2004)
- Battlestar Galactica – serie TV, 71 episodi (2004-2009) – Kara Thrace
- How I Married My High School Crush, regia di David Winkler – film TV (2007)
- Bionic Woman – serie TV, 4 episodi (2007)
- Battlestar Galactica: Razor, regia di Félix Enríquez Alcalá – film TV (2007) – Kara Thrace
- Law & Order - I due volti della giustizia (Law & Order) – serie TV, episodio 19x05 (2008)
- Lost & Found, regia di Michael Engler (2009)
- Nip/Tuck – serie TV, 4 episodi (2009)
- The Big Bang Theory – serie TV, episodi 3x09-4x04 (2009-2010)
- Boston's Finest, regia di Gary Fleder (2010)
- 24 – serie TV, 20 episodi (2010)
- CSI - Scena del crimine (CSI: Crime Scene Investigation) – serie TV, episodi 11x06-11x08-11x14 (2010-2011)
- Workaholics – serie TV, episodio 2x08 (2011)
- Longmire – serie TV, 63 episodi (2012-2017)
- The Flash – serie TV, 6 episodi (2017-2023)
- Another Life – serie TV, 20 episodi (2019-2021)
- The Mandalorian – serie TV, 10 episodi (2020-2023)

### Doppiatrice

#### Cinema
- Batman: Year One, regia di Sam Liu e Lauren Montgomery (2011) – Sarah Essen Gordon

#### Televisione
- Robot Chicken – serie animata, 6 episodi (2007-2012)
- Futurama – serie animata, episodio 6x11 (2010)
- Super Hero Squad Show (The Super Hero Squad Show) – serie animata, episodio 2x11 (2011) – She-Hulk
- Star Wars: The Clone Wars – serie animata, 9 episodi (2012-2020)
- Star Wars Rebels – serie animata, 2 episodi (2017)

#### Videogiochi
- Halo 3 (2007)
- Resistance 2 (2008)
- Spider-Man: Edge of Time (2011) – Gatta Nera

## Riconoscimenti
- Saturn Award
  - 2004 – Candidatura alla Miglior attrice non protagonista in una serie televisiva per Battlestar Galactica)
  - 2006 – Miglior attrice non protagonista in una serie televisiva per Battlestar Galactica
  - 2007 – Candidatura come Miglior attrice in una serie televisiva per Battlestar Galactica
  - 2009 – Candidatura come Miglior attrice non protagonista in una serie televisiva per Battlestar Galactica
- SFX Award
  - 2007 – Candidatura come Miglior attrice televisiva per Battlestar Galactica
- Teen Choice Award
  - 2010 – Candidatura come Miglior attrice televisiva d'azione per 24

## Doppiatrici italiane
Nelle versioni in italiano delle opere in cui ha recitato, Katee Sackhoff è stata doppiata da:
- Laura Romano in 24, Battlestar Galactica (miniserie televisiva e serie televisiva), Battlestar Galactica: Razor, The Big Bang Theory
- Claudia Catani in Longmire, The Mandalorian
- Gaia Carmagnani in Girl Flu.
- Rossella Acerbo in Halloween - La resurrezione
- Laura Boccanera in Nip/Tuck
- Barbara De Bortoli in CSI - Scena del crimine
- Francesca Fiorentini in Riddick
- Eleonora De Angelis in Oculus - Il riflesso del male
- Irene Di Valmo in The Flash
- Sabrina Duranti in Another Life

Da doppiatrice è sostituita da:
- Claudia Catani in Star Wars: The Clone Wars, Star Wars Rebels
- Laura Romano in Futurama
- Antonella Baldini in Robot Chicken